# Alphonse Paillet
Pour les articles homonymes, voir Paillet (homonymie).
Alphonse Paillet, né le 17 novembre 1796 à Soissons et mort le 6 novembre 1855 à Paris, est un avocat, ancien bâtonnier de Paris, et député de l'Aisne. 

## Biographie
Alphonse Gabriel Victor Paillet est né dans l'ancien couvent des Minimes de Soissons, acquis en 1795 par son père Jean-François, notaire en cette ville. 
Après des études de droit qu'il suit à Paris au lycée Charlemagne, il revient à Soissons pour plaider ses premières causes avant de s'inscrire au barreau de Paris en décembre 1824 dont il devient bâtonnier en 1839. Alphonse Paillet plaide dans de célèbres affaires criminelles et civiles de l'époque : Papavoine, Fieschi, Lafarge, Seguin, Quenisset. Il reçoit en 1838, un an avant d'être élu bâtonnier de l'Ordre des avocats, la croix de la Légion d'honneur.  
Il devient en 1849 député à l'Assemblée législative pour la circonscription de Château-Thierry.  
Il est l'auteur de plusieurs ouvrages de droit : Manuel de droit français (1812), Législation et jurisprudence des successions (1816), Droit public français (1822).[réf. nécessaire]
Son mariage en 1822 avec Mlle Parroisse, fille de Jean Baptiste Parroisse, médecin du roi Joseph, lui donnera 4 enfants. Alphonse Paillet acquiert le domaine de Belleau près de Château-Thierry qui sera détruit lors d'une bataille en 1917. Le château a fait place au mémorial des 2289 soldats américains tombés sur place.
Il meurt le 6 novembre 1855 en pleine plaidoirie devant la première Chambre du Tribunal civil de la Seine. Il est inhumé au cimetière du Père-Lachaise (division 27).

## Hommages
La rue Paillet dans le 5e arrondissement de Paris porte son nom depuis 1877. A Soissons, une rue porte également son nom et une statue lui fut érigée dans la cour de l'hôtel de ville, en 1863 (mais elle a été fondue, sur ordre de Pétain, pour les Allemands en 1942).